# Längtans blåa blomma
Längtans blåa blomma är ett svenskt TV-drama i fyra avsnitt som hade premiär hösten 1998. Serien baseras på en serie romaner, kallade "Tollman-sviten", av Alice Lyttkens. Romanernas titlar är Lyckans tempel (1943), Längtans blåa blomma (1944), Nya stjärnor tändas (1945), Statt upp min älskade (1947) och Tag lyckan fatt (1949).

## Handling
Längtans blåa blomma utspelar sig i Stockholm med början i november 1807, om bara några få månader ska det Finska kriget mot Ryssland börja, där Sverige förlorar Finland. De tre vuxna syskonen Tollman är föräldralösa. Brodern Gustav är handelsman, äldsta systern Ulrika är änka med två barn och yngsta syster Betty är ännu ogift. Familjen Tollman är en borgarfamilj som inte är särskilt förmögen, men har ett gott namn.
En dag träffar Betty yrkesmilitären greve Claes Ekencrona. De två blir kära.
Familjen Tollman bär dock på en djup hemlighet. Bara Gustav och Ulrika vet om sanningen, att de och Betty inte har samma far. Den skvallerlystna jungfru Stava berättar för pigan Kajsa vad som sägs om Betty - hon är en oäkting. Skvallret sprider sig i staden.
Kriget närmar sig Sverige och Claes blir kommenderad till Åland. Innan han åker hinner han träffa Betty i ett passionerat möte. Betty blir gravid. I samma veva avslöjas det för Betty att hon är en oäkting.
Mamsell Tidrén, syskonens förtrogna och tidigare guvernant, hyr ett hus på landet dit Betty skickas. Claes vet inte om att Betty bär på hans barn. Barnet föds dött. Under förlossningen förlorar Betty mycket blod och hon svävar mellan liv och död.
När Betty återhämtat sig flyttar hon tillbaka till stan. Hon och hennes biologiska far träffas. För att lära känna varandra bättre bestämmer de att resa utomlands.
Claes far har förbjudit honom att ha kontakt med Betty. Claes börjar att dricka. Han rycker dock upp sig och beger sig för att träffa Betty hos Ulrika och Gustav. Ulrika kommer just hem från att ha tagit avsked av Betty och hittar Claes utanför deras port. Ulrika säger till sist som det är, och Claes kommer precis fram till vagnen innan Betty far iväg. Han lovar att han ska vänta på henne tills hon kommer tillbaka.

## Rollista
- Eva Röse - Betty Tollman, yngsta dottern i familjen Tollman
- Benny Haag - Gustav Tollman, sonen i familjen Tollman
- Marika Lagercrantz - Ulrika Marelius, äldsta dottern i familjen Tollman
- Rebecca Liljeberg - Mally Marelius
- Rebecca Scheja - Lina Marelius
- Hans Alfredson - farbror Schöndorff
- Harriet Andersson - Jungfru Stava
- Lo Kauppi - Kajsa
- Bibi Andersson - Mamsell Tidrén
- Malena Hallerdt - Sophie Spjuut
- Reuben Sallmander - Claes Ekencrona
- Pierre Fränckel - Malcom Ekencrona
- Agneta Ekmanner - Elenore Ekencrona
- Hanna Alström - Carolina Ekencrona
- Lars Lind - Benning
- Peter Kneip - Callerström
- Daniel Larsson - Carl Sparrenheim
- Jacob Ericksson - Jochum von Balten
- Jonas Karlsson - Henrik
- Peter Harryson - Greve
- Christina Andersson - Grevinnan Spjuut
- Anne-Li Norberg - Husfrun
- Martin Aliaga - Lasse
- Tommy Johnson - Juvelerare
- Christer Söderlund - Polis
- Kim Anderzon - Barnmorskan
- Christian Berling - Prästen
- Peter Viitanen - Budpojken
- Lars Edström - Grannen

## DVD
Serien gavs ut på DVD 2013.